# Dendropemon sessiliflorus
Dendropemon sessiliflorus är en tvåhjärtbladig växtart som beskrevs av Ignatz Urban. Dendropemon sessiliflorus ingår i släktet Dendropemon och familjen Loranthaceae. Inga underarter finns listade i Catalogue of Life.